# Помоклівська волость
Помоклівська волость — адміністративно-територіальна одиниця Переяславського повіту Полтавської губернії з центром у селі Помоклі.
Станом на 1885 рік — складалася з 6 поселень, 17 сільських громад. Населення 8656 осіб (4147 чоловічої статі та 4509 — жіночої), 1564 дворових господарств.
|                     | Площа, десятин | У тому числі орної, десятин |
| ------------------- | -------------- | --------------------------- |
| Сільських громад    | 12848          | 9976                        |
| Приватної власності | 3880           | 2510                        |
| Казенної власності  | 276            | —                           |
| Іншої власності     | 228            | 209                         |
| Загалом             | 17232          | 12695                       |

Поселення волості:
- Помоклі — колишнє державне та власницьке село при озері Пархомі за 18 верст від повітового міста, 3445 осіб, 631 двір, православна церква, школа, 4 постоялих будинки, лавка, 101 вітряний млин.
- Виползки — колишнє державне та власницьке село при озері Совгір, 924 особи, 181 двір, православна церква, постоялий будинок, лавка, 31 вітряний млин.
- Дениси — колишнє власницьке село при річці Супій, 1093 особи, 218 дворів, православна церква, постоялий будинок, 40 вітряних млинів.
- Соснове — колишнє державне село при річці Супій, 1847 осіб, 339 дворів, православна церква, постоялий будинок, 45 вітряних млинів.
- Строкове — колишнє державне село при озері Пархомі, 981 особа, 193 двори, православна церква, 2 постоялих будинки, 28 вітряних млинів.